# Бульвар Тараса Шевченка (Тернопіль)
Бульвар Тараса Шевченка — бульвар у середмісті Тернополя. На середині бульвару розташований Театральний майдан — головна площа міста, місце постійних громадських акцій, політичних мітингів, культурних подій.
Бульвар перетинає вулиця Руська — центральна транспорта артерія Тернополя. З півдня — вулиця Князя Острозького, з заходу бічні вулиці — гетьмана Сагайдачного, Грушевського, зі сходу — В'ячеслава Чорновола. З півночі бульвар перетинає вулиця Камінна, а продовженням є вулиця Юліана Опільського.

## Історія

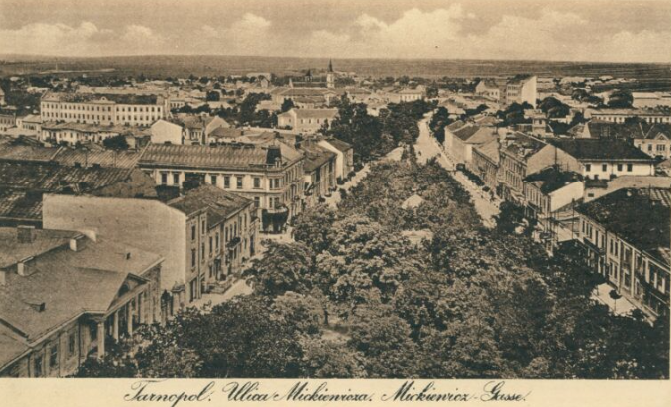
Вигляд на бульвар Шевченка (раніше 1918 р.)

Відкриття на початку XIX ст. гімназії та шляхетського конвікту спричинило розбудову Тернополя. Зразу ж за міськими валами швидко виросла нова престижна вулиця, яку назвали Панською. Спочатку тут партерові будинки губилися в зелені садів, а згодом піднялись і декількаповерхові кам'яниці. Із будівництвом залізниці центр із старомістя навколо Старого замку перемістився ближче до воріт у світ — залізничного вокзалу. Згодом Панська поділилась на Вищу і Нижчу.
З 1890 року ця магістраль стала називатись іменем Адама Міцкевича, а з 1925 р. — нижня частина її найменована — Болеслава Хороброго. У період німецької окупації вулицю називали Дойчештрассе. У радянські часи обидві частини цієї центральної артерії називались (з 1948 по 1961 р.) іменем Сталіна, потім Карла Маркса. На початку 90-х років минулого століття бульвару повернено назву Тараса Шевченка, яку він мав ще у 1918 році.

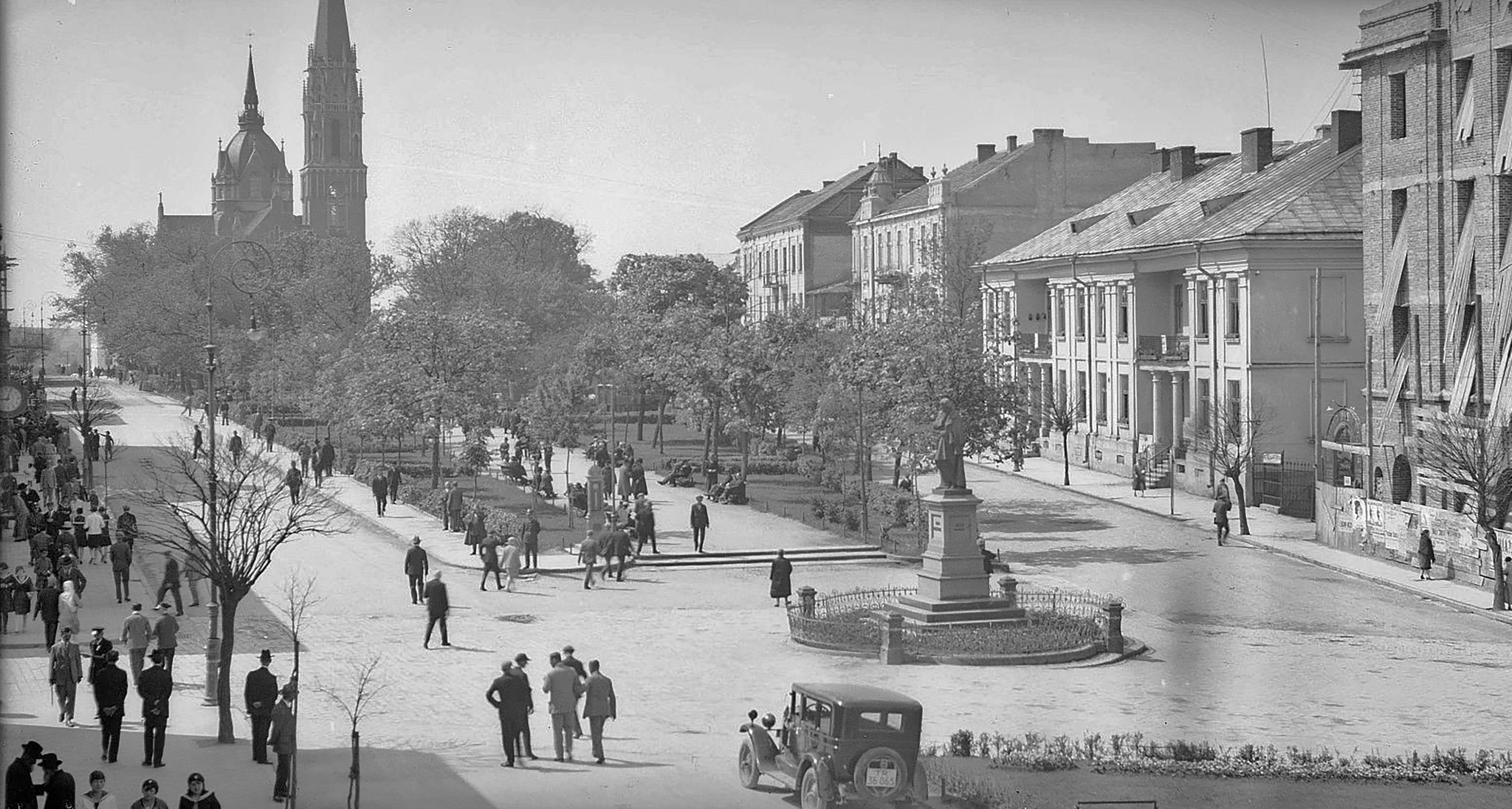
Панорама вулиці Міцкевича (між 1920 та 1939)

Здавна окрасою цього старовинного куточка була алея, що тягнулася серединою горішньої частини вулиці до перетину з Руською. У 1927 році сквер займав 7697 кв. м. Починався він на перетині вулиць Камінної, Юліана Опільського та Степана Качали, де був невеличкий майдан святої Теклі. У 1882 р. тут на високій стрункій колоні в оточенні дерев поставлено фігуру святої Теклі. Поряд з нею споруджено міську криницю.
Також у сквері на вулиці Міцкевича була ще одна класично оздоблена криниця. А поряд височіла статуя Гери. Спорудили її напередодні Першої світової війни, у 1913 році. Навпроти рогу сучасної вулиці Сагайдачного стояв на залізному стовпі великий міський годинник.

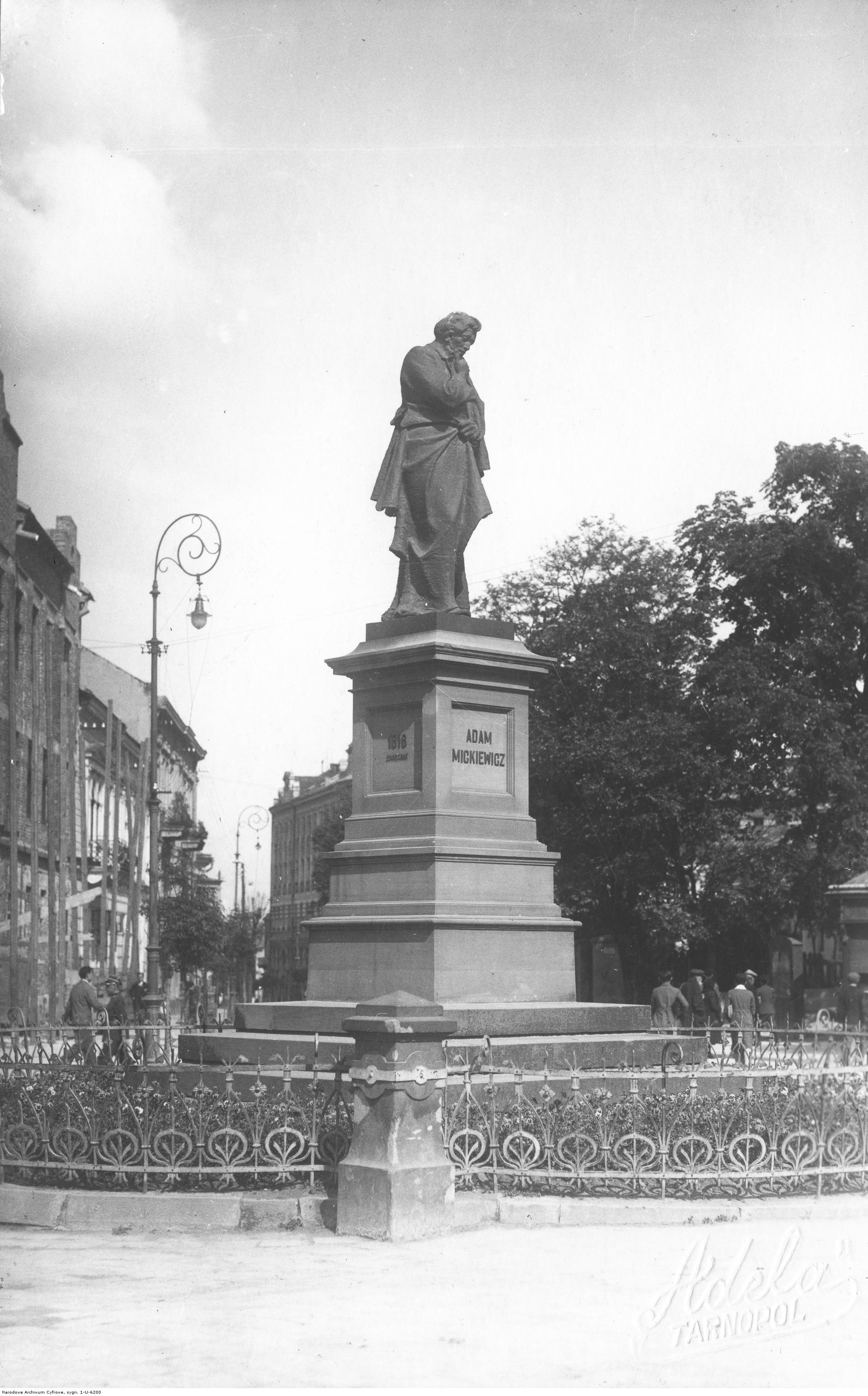
Пам'ятник Міцкевичу

Від святої Теклі починалася тернопільська «стометрівка», або, як ще її називали, корзо — улюблене місце променадів. 25 жовтня 1895 року тут відкрито пам'ятник Адаму Міцкевичу, а навколо сформовано площу. Цей пам'ятник знишено у вирі подій 1918 —1919 років. Відновлений у 1923 році пам'ятник Адаму Міцкевичу знищений у період фашистської окупації.
Площа перед магістратом не раз ставала місцем, де збирались, шукаючи роботи, безробітні. Тут висували свої вимоги до міської влади страйкарі.
Обрамлення майдану доповняв готель «Подільський» — свідок тернопільської історії, а на свій час новітня споруда — гордість міщан. Документи засвідчують, що збудували його у 1890 році, інші прибудови датуються 1910 та 1928 роками. На початку XX ст. готель мав власний водогін, центральне опалення, ванни і навіть таку новинку як електричне освітлення, яке тільки впроваджувалося в місті. При готелі були також стайні та возівня.
Здавна у готельній кам'яниці містились кав'ярня і ресторан. Кав'ярня «Болевард» належала до улюблених місць зустрічей та відпочинку тернополян. Пізніше там була знана «Адрія».
На бульварі діяв з 1912 року ще один кінотеатр «Світязь» (у подвір'ї сучасного будинку №25). З ним пов'язана діяльність «Тернопільських театральних вечорів» — театру, заснованого Лесем Курбасом у 1915 році.
В кінці XIX — на початку XX ст. образ вулиці творили численні крамниці, декілька закладів харчування, кінотеатри і відчутна присутність громадських інституцій, включаючи кооперативи. На цій міській магістралі діяли магазини, де продавали спортивні товари й велосипеди та запасні частини до них, а згодом й інші технічні новинки, включно з сільськогосподарською технікою.

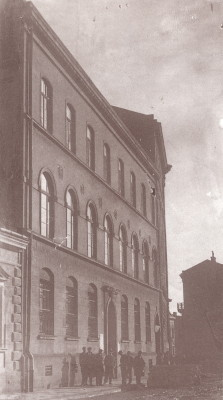
Будівля Тернопільської учительської семінарії

Здавна славилася вулиця і відомою книгарнею Альфреда Бруґґера. Власник книжкової крамниці був причетний до видання поштовних листівок з видами міста, а також до появи у 1908 р. першого друкованого плану міста.
При злитті бульвару з вулицею о. Степана Качали виросли на початку XX ст. будівлі польського «Товариства народної школи» — «Towarzystwa szkoły ludowej», скорочено — TSL. Об'єднання ставило собі за мету посилення колонізаційних впливів, особливо в царині освіти і просвітництва. Будівництво так званого «Польського будинку» товариство розпочало у 1906 р. Згодом виросли ще два приміщення — бурса TSL та новий будинок семінарії.
Із вулицею Міцкевича пов'язано чимало сторінок історії діяльності «Просвіти». З 1904 року і аж до Першої світової війни Тернопільську філію «Просвіти» очолює Сидір Голубович. Саме за його головування куплено кам'яниці (№9, 11, 13), котрі збудовані у 60-х рр. XIX ст. Будинки «Просвіти» стали пристановищем для багатьох інших українських товариств — «Українського крайового товариства опіки над інвалідами»,  «Подільського союзу кооператив», «Сільського господаря», «Союзу українок» та інших.
Будинок №15 належав адвокату Богдану Стахевичу, сьогодні тут розмістилась обласна універсальна наукова бібліотека. Збудований у 1901 році, він служив перш за все для помешкань, але були тут і канцелярії та кабінет лікаря.
Поряд знаходився будинок з колонами, збудований у кінці 30-х років XIX ст. Вілла належала відомому лікарю-хірургу Ізидору Лейблінгеру. У період міжвоєнної Польщі тут діяла єврейська громада, так званий кагал. У 60-х роках XX ст. будинок кагалу знесли, і на цьому місці виросла будівля сучасної телерадіокомпанії.

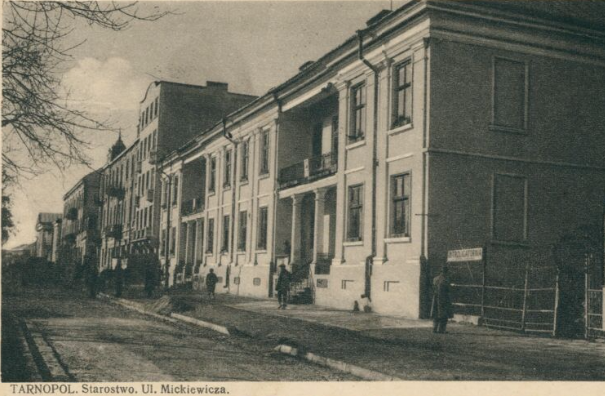
Староство (1936 р.)

З правого боку вулиці було чимало будівель адміністративного характеру: повітове староство, окружний суд, прокуратура і в'язниця. В'язницю було споруджено у глибині подвір'я під час панування царської Росії у 1810 —1815 роках. Темниця не тільки оберігала місто від кримінальних елементів, а часто ставала місцем розправи із патріотами.
Місцем жорстоких репресій стала тюрма у 1939 —1941 рр. Більшовики арештовували і вивозили у Сибір або розстрілювали національно-свідомих громадян. 2 липня 1941 року у в'язниці знайшли понівечені тіла більш як 500 в'язнів.
У нижній частині бульвару, колишній Панській Нижчій, справа за універмагом збереглися давні будинки. З протилежного боку, між бульваром і вулицею Січових Стрільців, утворився сквер, де був пам'ятник Максиму Горькому. Колись тут планували спорудити нову тернопільську церкву. У 2001 році тут встановили пам'ятник митрополиту Андрею Шептицькому.
Однією з перших цю вулицю вимостили бруківкою. У кінці XIX століття тут пролягла модерна вітка тернопільської каналізації і водогону.
У листопаді 1957 р. відкрився театральний сезон у новозбудованому приміщенні обласного драматичного театру імені Т. Шевченка. У 1982 році у затишному сквері біля театру встановили пам'ятник Кобзареві роботи скульптора Миколи Невеселого.

## Установи, організації
- Тернопільський академічний обласний драматичний театр ім. Т. Г. Шевченка,
- Тернопільська обласна універсальна наукова бібліотека,
- Український Дім «Перемога»
- Головне управління Державної казначейської служби України у Тернопільській області
- Управління державної казначейської служби України у м. Тернопіль

## Пам'ятки

### Пам'ятники
- Незалежності України
- Соломії Крушельницькій
- Ярославові Стецьку

## Сквери
- Сквер імені Тараса Шевченка — пам'ятка садово-паркового мистецтва — з кільканадцятьма екзотичними деревами

## Цікавинки
- Тернопільський годинник
- Фонтанний комплекс «Квітка терену»

## Світлини

Барельєф Чорновола В'ячеслава Максимовича
Пам'ятник оперній співачці Соломії Амвросіївні Крушельницькій